# Myrcia hintonii
Myrcia hintonii là một loài thực vật có hoa trong Họ Đào kim nương. Loài này được Lundell mô tả khoa học đầu tiên năm 1961.